# Secció de bàsquet del Tampereen Pyrintö
El Tampereen Pyrintö és secció de bàsquet del Tampereen Pyrintö, un club esportiu finlandès de la ciutat de Tampere. Va ser fundat el 1941 i els seus colors són el roig i el blanc.

## Palmarès
- Lliga finlandesa de bàsquet (3):
  - 2010, 2011, 2014

- Copa finlandesa de bàsquet (2):
  - 1969, 2013[1]